# 软质瓷

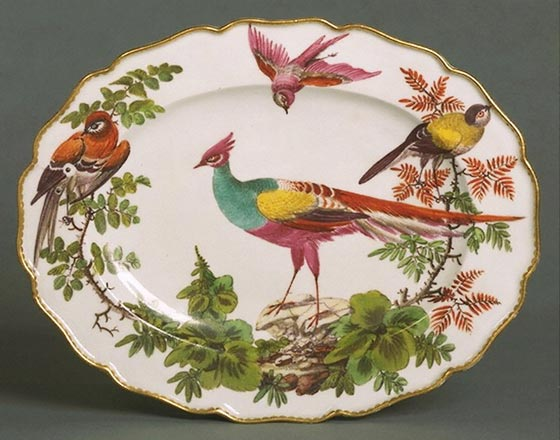
英国切尔西的软质瓷器，约产于1765 年。有珐琅色软膏装饰。现存于维多利亚和阿尔伯特博物馆。

软质瓷（有时称软釉）是制作陶器的一种陶瓷材料，瓷器的一种。这种瓷器坯料中溶剂成分和特殊矿物成分较少，烧成温度较低。因此坯体中玻璃相含量相对较多，硬度较低。软质瓷起源于18世纪的欧洲，当时欧洲的陶艺家试图复制中国出口的硬质瓷。最高档的软质瓷在颜色和半透明度上与硬釉相媲美，但整体强度不高。  